# Chaetodipus formosus
Chaetodipus formosus — вид гризунів з родини Heteromyidae. Він зустрічається в Аризоні, Каліфорнії, Неваді та Юті в США та Баха Каліфорнія в Мексиці.

## Поширення й середовище проживання
Цей вид зустрічається на заході Північної Америки, переважно в межах Великого Басейну, пустель Мохаве та Колорадо, включаючи частини Невади, Юти, Аризони та Каліфорнії (США), а також східну прибережну рівнину Нижньої Каліфорнії (Мексика).